# Holstein (adelssläkt)
Holstein är en gammal tysk adlig ätt, känd sedan 1300-talet, som på 1600-talet från Mecklenburg inkom till Danmark under 1600- och 1700-talet. Ätten anses vara släkt med ätten Kruuse af Verchou vilken för ett nästan identiskt vapen. Två danska statsministrar tillhörde ätten.

## Historia
Släktens äldsta medlemmar deltog i den saxiska erövringen av Obotriternas land, och slog sig under 1220-talet ned i Zirzow, nära det som senare kallats Neubrandenburg. Släkten ägde flera gods i Pommern och Mecklenburg, och hade Ankershagens slott[källa behövs] i Ankershagen som sätesgård.
Ätten utgrenades i flera linjer; Fürstenberg, Holstein-Rathlou, Ankershagen, Klincken, Möllenhagen, från vilken den sistnämnda upphöjdes i grevlig värdighet med namnet Holstein av Ledreborg.

## Grevliga ätten Holstein av Ledreborg
1708 blev Ulrik Adolf Holstein greve av Holsteinborg, och 1750 Johan Ludvig Holstein greve av Ledreborg. Den grevliga ätten Holstein av Ledreborg fick 1828 tillstånd att kalla sig von Holstein-Rathlou.

## Kända medlemmar
- Johan Georg Holstein (1662-1730)
- Ulrik Adolf Holstein (1664-1737)
- Johan Ludvig Holstein (1694-1763
- Frederik Adolf Holstein (1784-1836)
- Ludvig Holstein-Holsteinborg (1815-1892), statsminister
- Friedrich August von Holstein (1837-1909)
- Ludvig Holstein-Ledreborg (1839-1912), statsminister
- Ludvig Holstein (1864-1943)
- Bent Holstein (1881-1945)